# Azeitão
Azeitão – parafia (freguesia) gminy Setúbal i jednocześnie miejscowość w Portugalii. W 2011 zamieszkiwało ją 18 977 mieszkańców, na obszarze 69,32 km². Powstała w 2013 z połączenia dawnych parafii.